# Fjällblåslav
Fjällblåslav (Allantoparmelia alpicola) är en lavart som först beskrevs av Theodor 'Thore' Magnus Fries, och fick sitt nu gällande namn av Essl. Fjällblåslav ingår i släktet Allantoparmelia och familjen Parmeliaceae.  Arten är reproducerande i Sverige. Inga underarter finns listade i Catalogue of Life.

## Källor

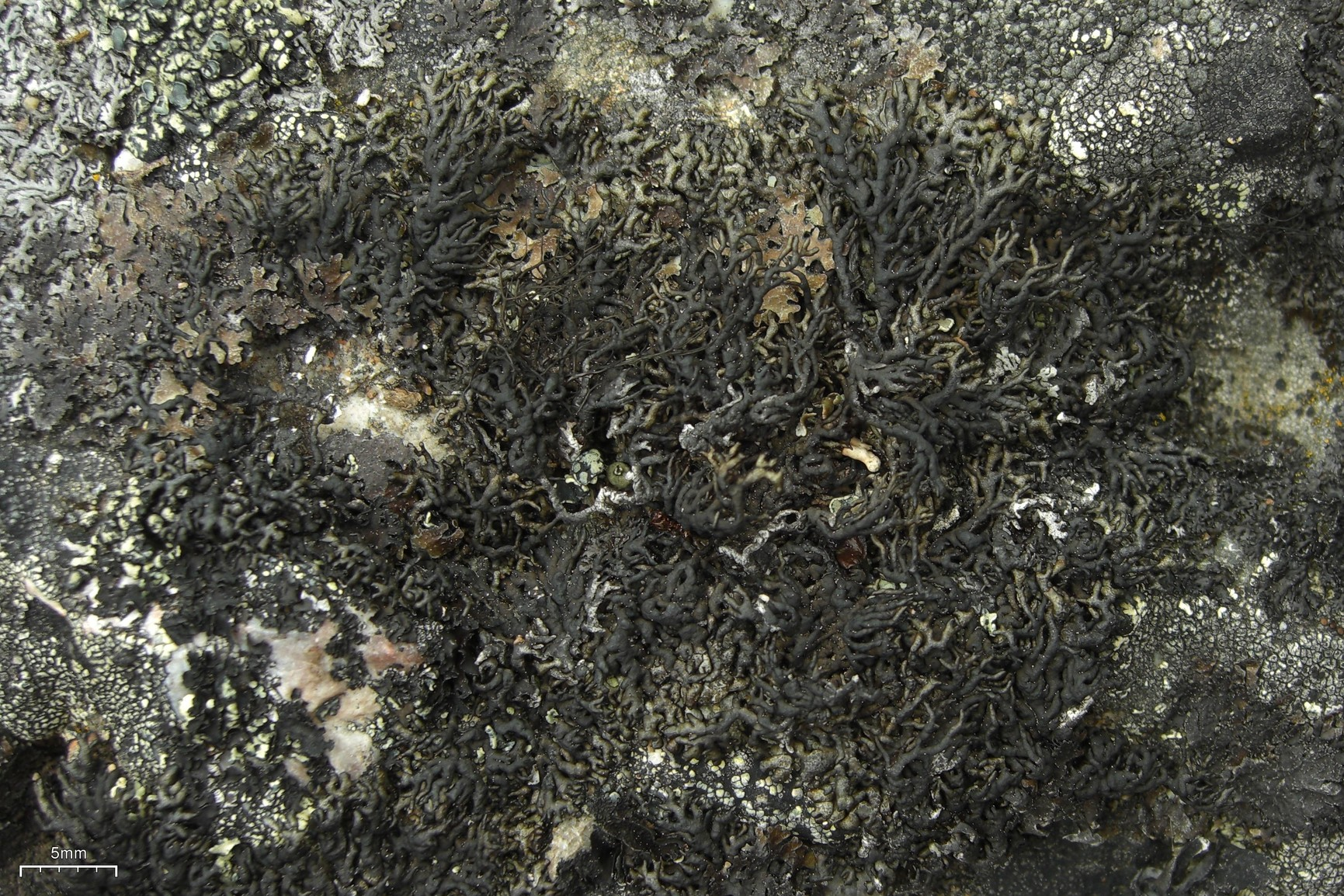
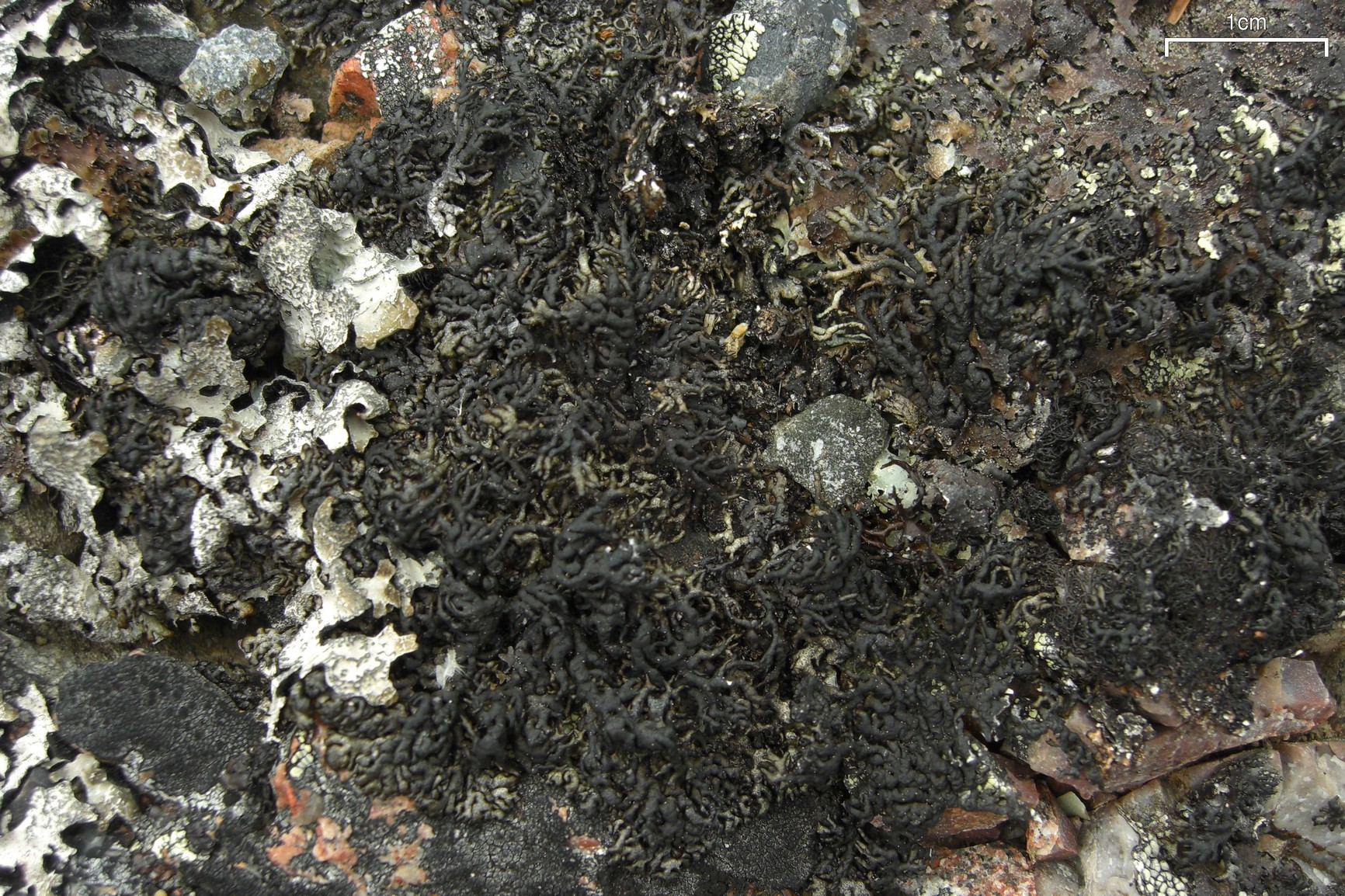
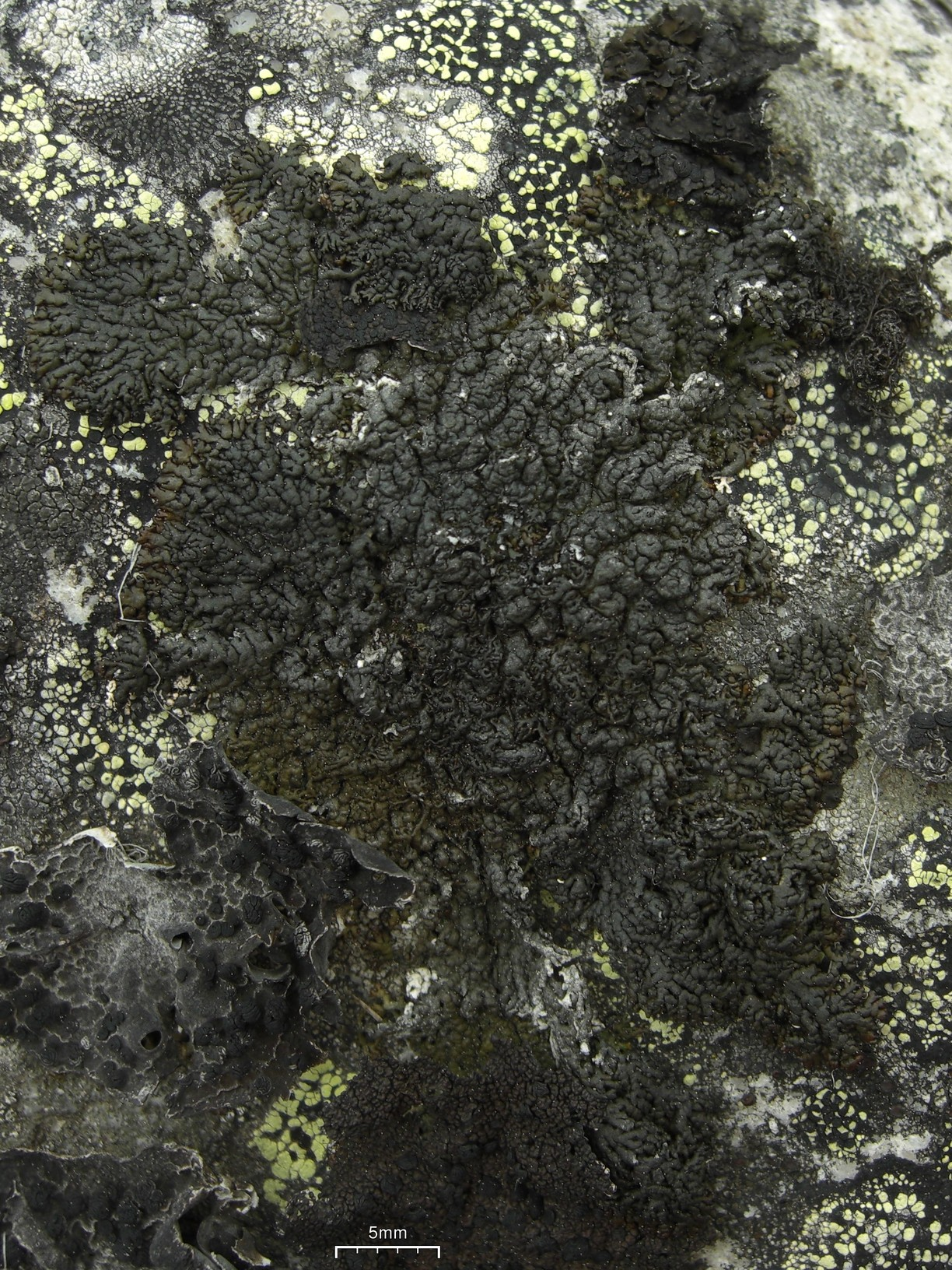
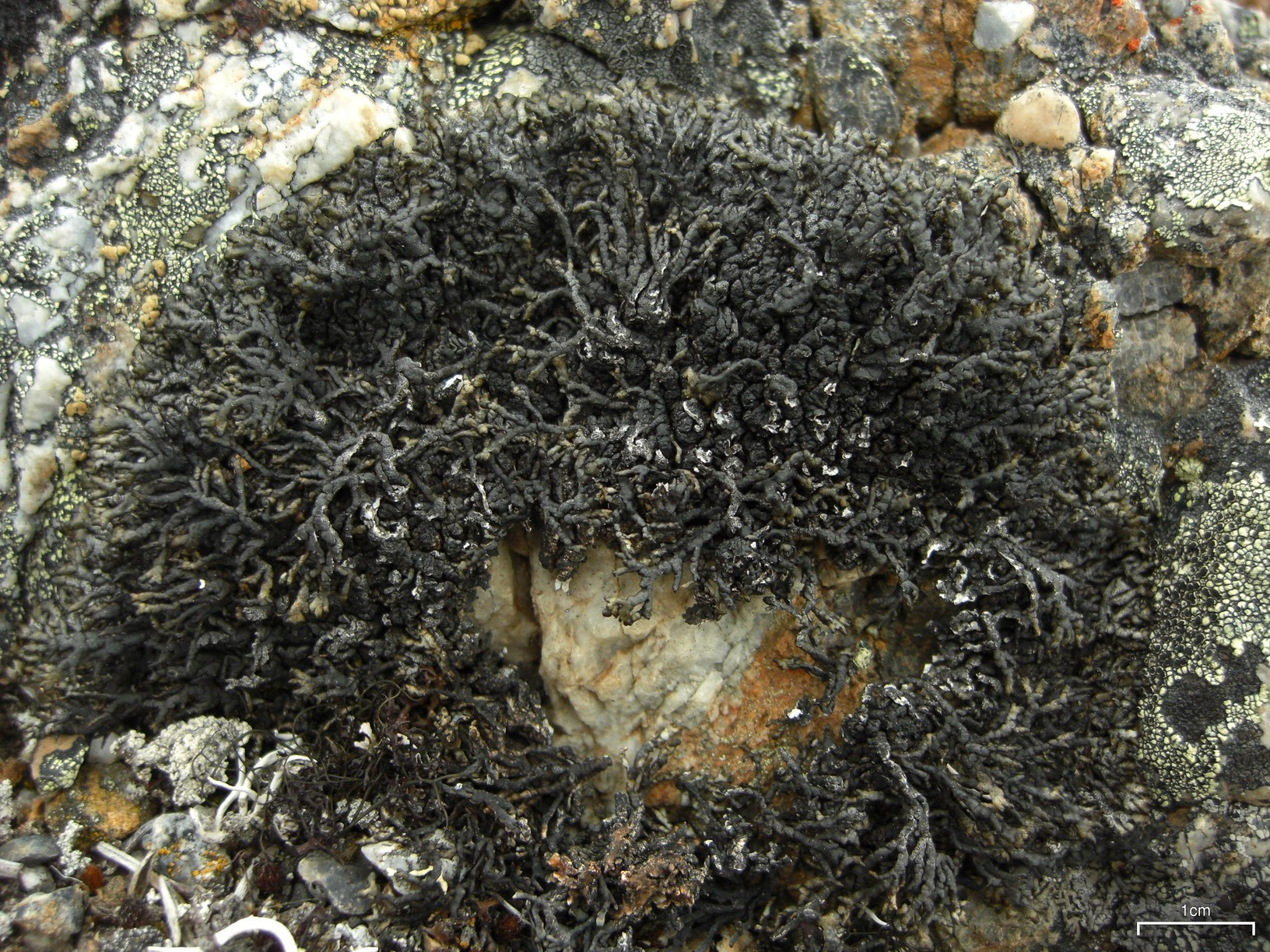